# Peake
Peake är en ort i Australien. Den ligger i kommunen The Coorong och delstaten South Australia, omkring 130 kilometer öster om delstatshuvudstaden Adelaide. Antalet invånare är 229.
Trakten runt Peake är nära nog obefolkad, med mindre än två invånare per kvadratkilometer.. Närmaste större samhälle är Sherlock, omkring 13 kilometer nordväst om Peake.
Trakten runt Peake består till största delen av jordbruksmark. Genomsnittlig årsnederbörd är 402 millimeter. Den regnigaste månaden är juli, med i genomsnitt 60 mm nederbörd, och den torraste är december, med 11 mm nederbörd.